# Ibresi
Ibresi (in russo Ибреси?; in ciuvascio: Йĕпреç) è un insediamento di tipo urbano della Russia europea centrale, capoluogo del distretto Ibresinskij nella Repubblica dei Ciuvasci. Aveva una popolazione di 7633 abitanti nel 2021.
Si trova 114 chilometri a sud di Čeboksary.